# Kashtiliash III
Kashtiliash III fue rey casita de Babilonia, Akkad, Khana y otras regiones. Sucedió a su padre Burna-Buriash I. Reinó en el siglo XV a. C.
La evidencia de la realeza de Kashtiliash es algo circunstancial. Puede ser la persona indicada en la línea 12 de la Lista Sincrónica de Reyes
A su muerte le sucedió su hermano Ulamburiash.